# 武霖基督教圣会堂
武霖基督教圣会堂，又名基督教圣会堂、画河基督教堂、登州圣会堂（英語：Tengchow Church）、牌坊街教堂/戚家牌坊街浸会堂（英語：Monument Street (Baptist) Church, Tengchow）、蓬莱南街基督教圣公堂等，是坐落在中华人民共和国山东省烟台市蓬莱区紫荆山街道武霖社区画河西路的一座带钟楼的砖木结构硬山式教堂建筑。
武霖基督教圣会堂建于1872年，是山东省现存最古老的教堂。它曾是美南浸信会在山东半岛的基地，因慕拉第（英語：Lottie Moon）曾在此传教而闻名，现由蓬莱区基督教三自爱国运动委员会和蓬莱基督教会管理，作为宗教场所向大众开放。它目前是全国重点文物保护单位。它的北侧是戚继光故里，戚继光牌坊在其附近。

## 建筑
武霖基督教圣会堂建筑长20.8米、宽11.25米、面积185.22平方米，坐东朝西，由礼拜堂和联体钟楼构成。教堂外有铁栏，并挂有“蓬莱基督教会”牌及各级文保牌。西侧大门上方有“圣会堂”三字，进去即为钟楼，钟楼外观保留西式风格，内有两层，一层为玄关、门厅，有两门直通礼拜堂；二层为储藏室，上悬铜钟一个。东侧礼拜堂一层，上方由瓦覆顶，外侧是砖和白灰墙。室内高4米，东侧中央是讲坛，亦可作洗礼池，讲坛两侧是更衣房，西侧设长条木椅若干，1995年《蓬莱县志》称“可容纳360人”；礼拜堂东侧有耳房一个。西门前有西式纪念碑“大美国女教士慕拉第遗爱碑”一个，碑高1.45米、底宽0.5米、上宽0.35米；门内墙上嵌有“高师母纪念碑”一个。

### 文物保护范围及建设控制地带
武霖基督教圣会堂的文物保护范围是“东至画河西路西侧路缘石；西、南至圣会堂院墙外侧；北至圣会堂以北绿地北侧”，建设控制地带范围是“东至画河东路西侧路缘石；南至德胜酒楼、武霖幼儿园北侧；西至府门南街以西第一排建筑西侧；北至钟楼西路南侧路缘石”。

## 历史

### 建成
1858年（清咸丰八年），登州府城（蓬莱县）因《天津条约》而开埠。此后，相当数量的传教士来到登州建立教会组织。1862年（同治元年）10月，美南浸信会传教士海雅西（英語：Jesse Boardman Hartwell, Jr.）于登州建立了第一个浸信会组织（“北街教会”，因海雅西住在北街而得名）。1863年（同治二年）8月，另一位浸信会传教士高第丕（Tarleton Perry Crawford）也来到登州与海雅西共事。后来两人之间在传教方针等各种事务上意见相左，关系逐步恶化，高第丕因而在1866年（同治五年）自立门户，建立了第二个浸信会组织（“牌坊街教会”，因高第丕住在戚家牌坊街而得名），同北街教会对立。两人两教会因各种原因矛盾不断，一直持续到1892年（光绪十八年）高第丕离开美南浸信会，武霖基督教圣会堂就是在这种背景下建成的。
自1866年（同治五年）自立门户开始，高第丕长期以他牌坊街住所前院的小房间作为布道场所。不过到1871年（同治十年），他意识到那里已无法再容纳更多会众，而且也不够吸引信徒，这无疑影响到了他的传教事业——因为各种原因，他并不比海雅西更受欢迎，且在教派斗争中落于下风。因此，他在住所附近、画河西岸承包了一块地皮，向美南浸信会董事会申请了三千美元拨款（拨款在数年后兑现），并于次年自费建成了一座新的礼拜堂（Chapel），也即登州圣会堂。时任美南浸信会海外宣教委员会秘书（英語：Secretary of the Foreign Mission Board）亨利·艾伦·塔珀（英語：Henry Allen Tupper）如此描述这座礼拜堂：“Everybody, both native and foreign, says it is a most beautiful structure, the acoustic properties are fine......The audience room is capable of seating two hundred and eighty persons.【所有人——无论是本地人还是外国人——都说这是一座很漂亮的建筑，声音效果很好……会客室足以坐下280个人。】”
当时的登州圣会堂，据1995年《蓬莱县志》所说是西式建筑，且有三层的钟楼。它是华北地区第一座浸信会教堂。大英浸信会的李提摩太（英語：Timothy Richard）主持了登州圣会堂的第一次布道。

### 第一次运作
此后数十年，登州圣会堂都是登州浸信公会的主要活动场所。它的格局并没有大的改变。张謇曾经到访登州见到教堂，并留下“崒焉出乎一邑之中”的评价。1895年（光绪二十一年）日本军舰对登州的轰炸和1900年（光绪二十六年）登州的义和团运动并没有使教堂被破坏，后者可能是因为时任蓬莱县知县李于锴在时任山东巡抚袁世凯、登莱青兵备道李希杰的支持下大力“保教击匪”，而外国教士又迅速遁至烟台等地之故。当然，此刻高第丕已经离开美南浸信会，在泰安建立了自己的传教组织，并在这一年因义和团运动离开了中国。登州浸信公会的传教士因为高第丕脱会及美南浸信会传教策略的改变而减少，我们也并不知道这之后有谁在管理教堂，也许有海雅西（1905年离开登州）、浦其维（长期活动在黄县）和慕拉第（1912年12月离开，不久后逝世）等人。此时美南浸信会的传教重点在黄县、掖县等地。
1911年（宣统三年）和1915年（民国四年），登州（蓬莱）的教徒在登州圣会堂分别为去世的高第丕夫人（“高师母”、Martha Foster Crawford，1909年逝世）与慕拉第立下了纪念碑。1937年（民国二十六年）7月，浸信会全国少年团第一次代表大会在黄县召开，部分与会人士在会议途中到蓬莱县参观，并到访了登州圣会堂，中国牧师臧安堂和海雅西的女儿海爱壁（Anna Burton Hartwell）随同他们。访客之一的姜建邦如此描述道：“那是一座不很高大的楼房，但会堂的钟楼子却是全城最高的建筑物。院里有慕拉第教士（Miss Lottie Moon）和高师母（Mrs.Crawford）的纪念碑。会堂外面是该会设立的慕德小学。有名的戚家牌坊，就在会堂的外边。”
抗日战争于同时间全面爆发，1938年（民国二十七年）2月日军进占蓬莱县后，圣会堂宗教活动中断。全县基督教公开活动于1941年（民国三十年）终止。日本兴亚宗教协会1941年所编《华北宗教年鉴》中，称蓬莱县有三个教堂（一个天主教堂、两个基督教堂），其中并没有符合登州圣会堂的记录。

### 第二次运作
抗日战争至解放战争期间，武霖基督教圣会堂的具体情况不详，我们只知道它没有像同城的长老会耶稣堂那样被拆毁。解放后，圣会堂的宗教活动曾恢复一段时间，后来又暂停，在“文化大革命”时期，该堂关闭并成为驻军某部仓库。
1987年，为了落实宗教政策、吸引国外游客，蓬莱县人民政府决定收回并重新开放圣会堂，并出资修复了教堂建筑。1988年10月，教堂正式恢复使用，并成立三自爱国教会，第一任牧师是秦迦业。
2001年，蓬莱基督教会在圣会堂南侧修建了一座新教堂。2013年，圣会堂作为一座“近现代重要史迹及代表性建筑”被列入第四批山东省文物保护单位。2019年10月，圣会堂被列入第八批全国重点文物保护单位。政府多次出资对其进行修缮，并建设了消防设施。2020年，蓬莱区对其进行了全面修复。